# Jin Wudi

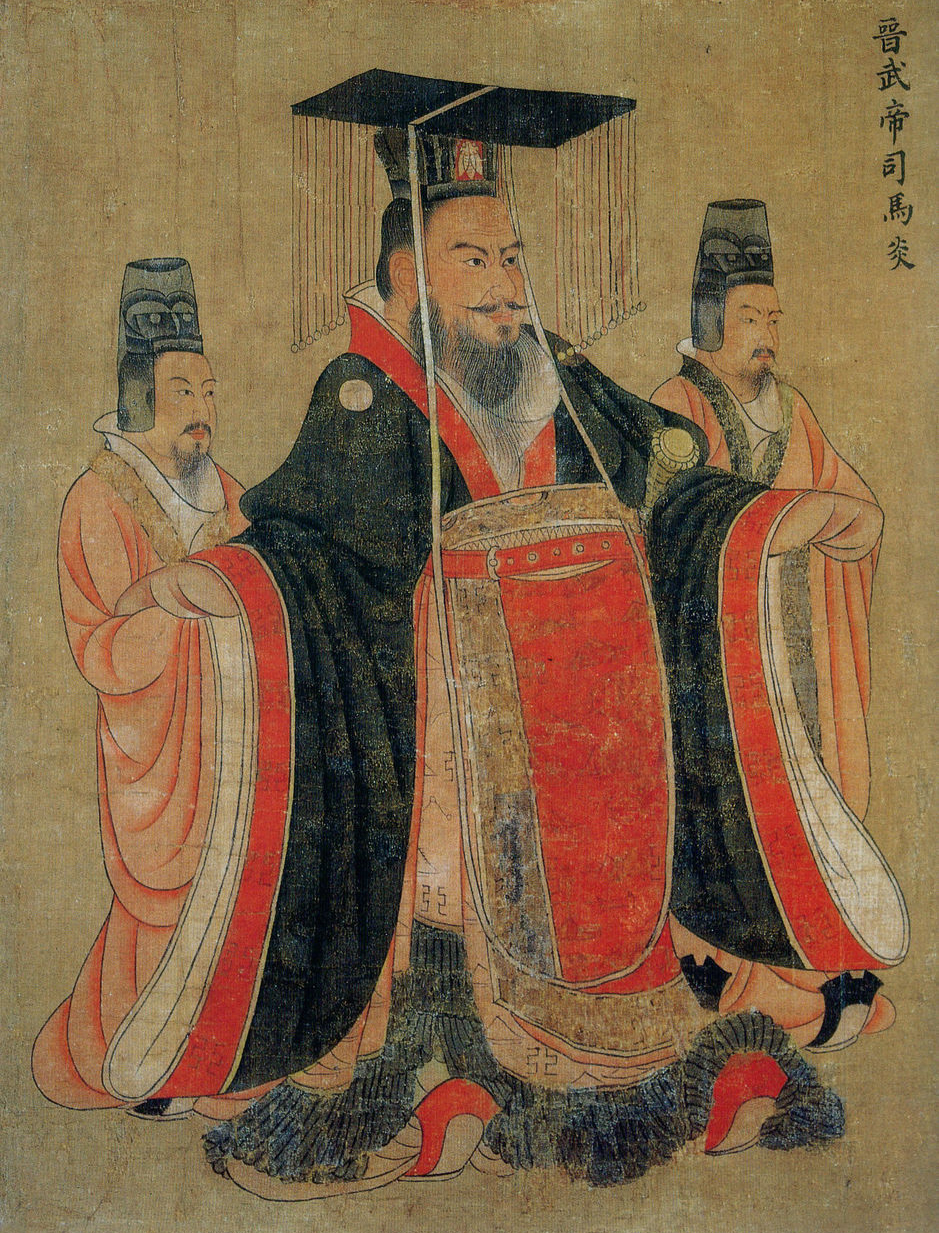
Kaiser Wu von Jin im vollen Ornat. Idealporträt aus der Dreizehn-Kaiser-Rolle (Tang-Dynastie, 7. Jahrhundert, traditionell Yan Liben zugeschrieben).

Sima Yan (chinesisch 司馬炎 / 司马炎, Pinyin Sīmǎ Yán, Großjährigkeitsname Anshi 安世,  Ān shì; * 236; † 17. Mai 290) war der Sohn von Sima Zhao und damit der Enkel von Sima Yi. Er herrschte als Jin Wudi (晉武帝 / 晋武帝,  jìn wǔdì) über China. Er bestieg als erster Kaiser der Jin-Dynastie den Thron, nachdem er zuvor den letzten Wei-Kaiser Cao Huan abgesetzt hatte. Er herrschte von 265 bis 290, und nachdem er im Jahre 280 das Kaiserreich Wu zerstört hatte, war die Einigung Chinas vollendet. Kaiser Wu war für seine Extravaganz und Empfindsamkeit bekannt, besonders nach der Vereinigung Chinas. Über seine unmäßige Potenz geht die Legende, er habe über zehntausend Konkubinen gehabt.
Kaiser Wu wird allgemein als großmütiger und sanfter Herrscher angesehen, aber auch als verschwenderisch. Gerade seine Tugenden stellten sich später als Schwächen heraus, weil er die Prunksucht der adligen Familien zu sehr tolerierte. Das Volk musste darunter sehr leiden. Nachdem er die Jin-Dynastie etabliert hatte, war Kaiser Wu um ihre Stabilität besorgt. Er nahm an, dass die Schwäche der Wei-Dynastie die Tatsache gewesen sei, dass die Prinzen nicht genug Macht hatten. Deshalb versah er seine Onkel, Vettern und Söhne mit großen militärischen und zivilen Befugnissen, die allerdings im Gegenteil zur Destabilisierung der Dynastie beitrugen und schließlich im Krieg der Acht Prinzen gipfelten. Dieser Bürgerkrieg führte zu den Wu-Hu-Aufständen, welche die Westliche Jin-Dynastie zerstörten und den Zug in die Gebiete südlich des Huai-Flusses erzwangen.
| Vorgänger | Amt                                 | Nachfolger |
| --------- | ----------------------------------- | ---------- |
| k. A.     | Kaiser von China 265–290            | Huidi      |
| Cao Huan  | Kaiser von China (Norden) 265–290   | Huidi      |
| Sun Hao   | Kaiser von China (Südosten) 280–290 | Huidi      |

| Personendaten    | Personendaten                                           |
| ---------------- | ------------------------------------------------------- |
| NAME             | Jin Wudi                                                |
| ALTERNATIVNAMEN  | Sima, Yan; Sima, Anshi (Großjährigkeitsname); Jin Wu Di |
| KURZBESCHREIBUNG | Kaiser von China (265–290)                              |
| GEBURTSDATUM     | 236                                                     |
| STERBEDATUM      | 17. Mai 290                                             |